# Didemnum aures
Didemnum aures är en sjöpungsart som beskrevs av Monniot 200. Didemnum aures ingår i släktet Didemnum och familjen Didemnidae. Inga underarter finns listade i Catalogue of Life.